# Forti del gruppo di Rivoli e di Pastrengo

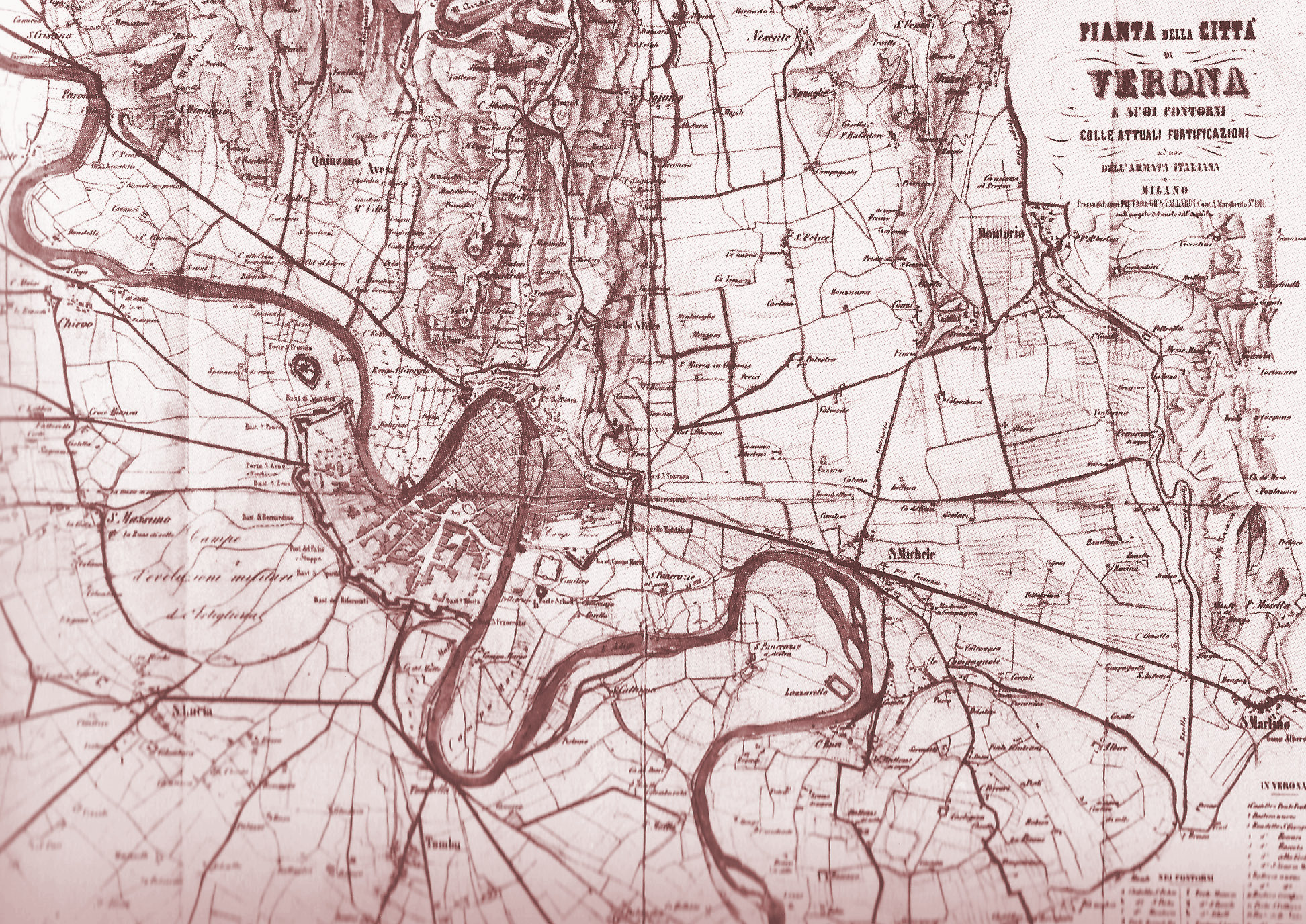
Mappa della provincia di Verona nel 1848. Da questo momento gli austriaci potenziarono notevolmente le fortificazioni della zona

I Forti del gruppo di Rivoli e di Pastrengo sono una serie di otto fortificazioni edificate dall'impero austriaco tra il 1849 e il 1861. Quattro di esse furono poste sulle colline moreniche attorno al paese di Pastrengo e le altre quattro a difendere la stretta del fiume Adige tra Rivoli Veronese e Ceraino (comune di Dolcè).
Queste fortificazioni passarono al Regio Esercito del Regno d'Italia dopo l'annessione del Veneto nel 1866.

## Situazione storica
Durante la prima guerra d'indipendenza le truppe sabaude si erano spinte fino al territorio di Bussolengo e fin quasi a Rivoli, minacciando così la città di Verona, considerata strategica.
Il comando dell'esercito austriaco si rese conto allora che le difese poste nella città di Verona potevano risultare non sufficienti. Anche grazie alla spinta data dal feldmaresciallo Josef Radetzky, l'Imperiale Regio Ufficio delle Fortificazioni progettò e costruì una serie di fortezze e bastioni che andarono a costituire i campi trincerati di Verona, a cui successivamente vennero aggiunti i forti del gruppo di Rivoli e del gruppo di Pastrengo. La piazzaforte di Verona era considerata infatti la più strategicamente importante delle quattro chiamate fortezze del Quadrilatero.

## Scopo e caratteristiche
Se i campi trincerati intorno a Verona servivano alla protezione della città, i forti del gruppo di Rivoli e di Pastrengo avevano lo scopo di poter difendere le truppe austriache in caso di ritirata verso il nord della valle dell'Adige e per evitare che i nemici potessero arrivare alla città di Verona aggirando la piazzaforte di Peschiera.
Tutti questi forti erano favoriti dal posizionamento su alture dominanti, erano protetti da spessi muri e disponevano di numerose postazioni di artiglieria, sia in barbetta che in casematte. Alcuni di essi disponevano, inoltre, di artiglieria mobile che poteva essere utilizzata anche al di fuori del forte, a seconda delle necessità.
Per tutti i forti sorprende l'accuratezza dei particolari: le murature sono eseguite con conci di pietra viva (spesso rosso ammonitico) di grosse dimensioni, ben allineati e con un sottile strato di malta. Perfetti nella forma i contorni delle cannoniere, i portali, le scale e gli ingegnosi sistemi per la raccolta delle acque.

## I forti del gruppo di Rivoli

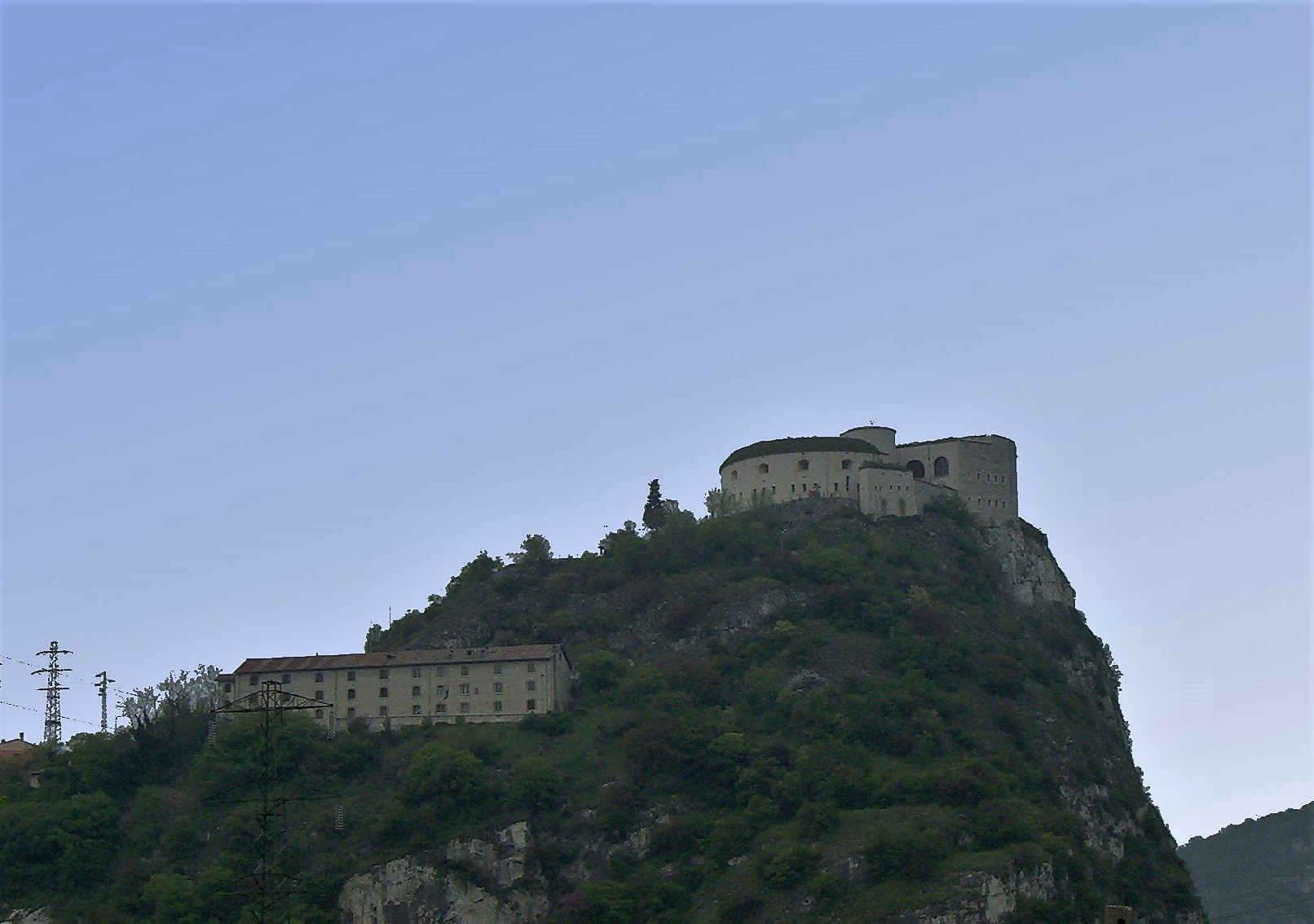
Forte di Rivoli

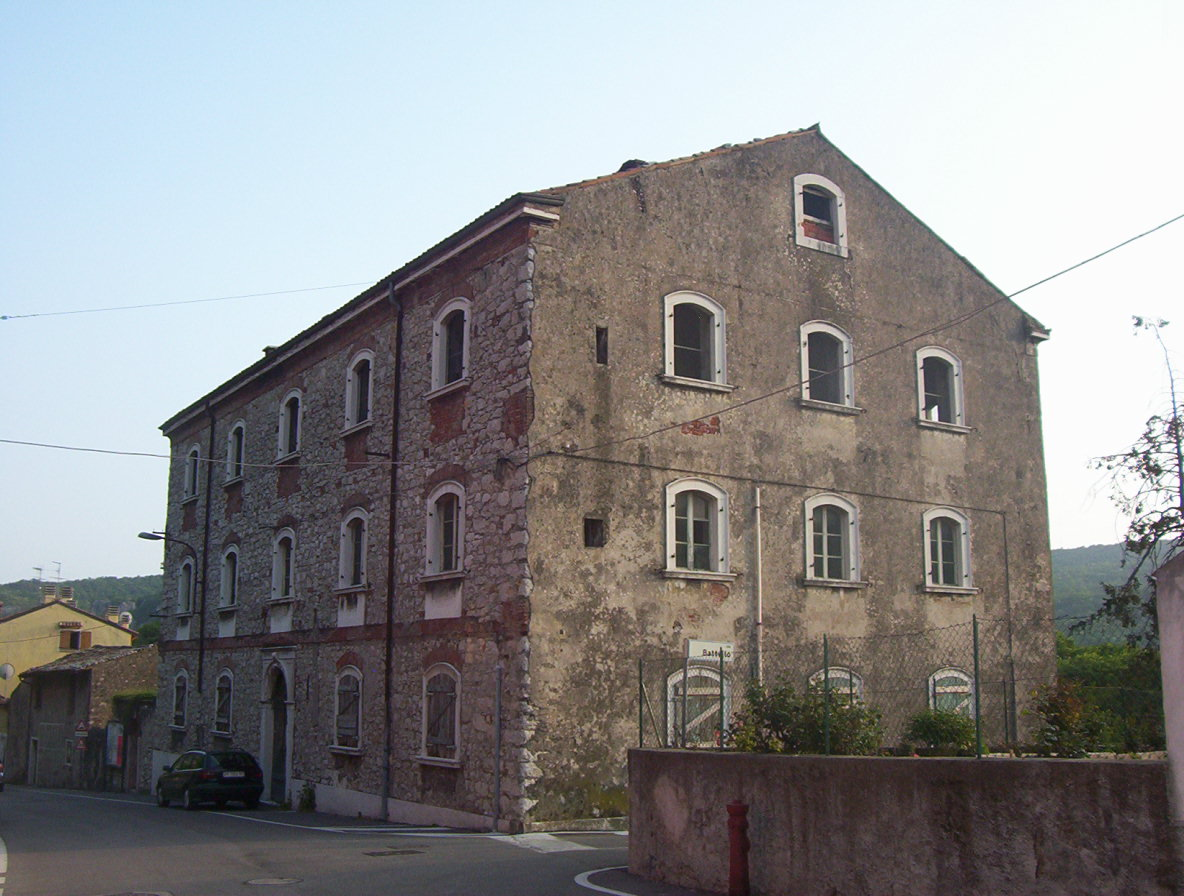
Comando militare a Ceraino (abbandonato)

I forti del gruppo di Rivoli sono una serie di fortificazioni costituite da 4 forti edificati dagli austriaci intorno al 1850, a difesa della stretta della Vallagarina nei pressi di Rivoli Veronese e della Chiusa di Ceraino.
Tre di essi si trovano sulla riva sinistra dell'Adige:
- Forte Hlawaty (chiamato in seguito Forte Ceraino), nella frazione di Ceraino nel comune di Dolcè a 236 m. s.l.m
- Forte Mollinary (chiamato in seguito Forte Monte), nella frazione di Monte nel comune di Sant'Ambrogio di Valpolicella, a 410 m s.l.m.
- Forte della Chiusa, a Ceraino, in pianura a controllare il passaggio della strada e della ferrovia in direzione del Brennero.

Un altro forte si trovava invece sul lato destro dell'Adige:
- Forte Wohlgemuth, (chiamato in seguito Forte Rivoli), nel comune di Rivoli Veronese, posto sul monte Castello a 227 m.

Il comando della zona era installato in un edificio posto nel paese di Ceraino, tuttora presente e in stato di abbandono.
Questi forti presentano una tipologia costruttiva leggermente antecedente a quella del gruppo di Pastrengo. Essi sono caratterizzati da piante diverse tra loro, in quanto le diverse asperità del terreno su cui sono edificati hanno costretto i progettisti ad adattarsi.
Tutti i forti sono collegati tra di loro attraverso una strada militare che attraversava anche il fiume Adige. Di notevole pregio ingegneristico il tratto che da Ceraino porta al forte omonimo e che poi continua, incastonato nella roccia a strapiombo, verso il Forte Monte.
Il vicino Forte San Marco, sulla riva destra dell'Adige, non può essere considerato facente parte del gruppo, in quanto costruito posteriormente (tra il 1888 e il 1913) dal Regio Esercito italiano.

### Il gruppo di Rivoli oggi
Negli ultimi anni tutte queste fortificazioni sono state abbandonate dall'esercito italiano. Il forte di Rivoli è quello che oggi risulta essere il meglio conservato, anche in virtù del fatto di essere il più facile da raggiungere tra quelli posti in quota. Ristrutturato da una associazione no profit, è sede di un museo di oggetti militari. Gli altri tre versano in condizioni di abbandono ed in particolare Forte della Chiusa e Forte Monte sono ormai diroccati.
La presenza di queste costruzioni ha fatto sì che questa zona sia oggi conosciuta come Terra dei Forti.

## I forti del gruppo di Pastrengo

Postazioni in barbetta del forte Nugent

Esercitazione della costruzione di un ponte temporaneo a Santa Lucia di Pol. Foto del 1866

I forti del gruppo di Pastrengo sono un gruppo di 4 forti, situati molto vicino tra di loro, che si trovavano nel comune di Pastrengo. Rientrano tra le ultime fortificazioni, in ordine cronologico, edificate dagli austriaci nella zona, essendo infatti risalenti agli anni fra il 1859 e il 1861.
Tutte queste costruzioni hanno molti elementi in comune. Ad esempio, tutte presentano degli ampi piazzali su cui si affacciano i locali adibiti a casematte o uffici e magazzini. Essendo posizionati abbastanza lontani dalla città, i forti dovevano avere la possibilità di assicurare una certa autonomia alla guarnigione, per periodi relativamente lunghi. Erano infatti presenti ampi e aerati dormitori, magazzini, cucine e locali per il comando.
Il gruppo comprende i seguenti quattro forti:
- Forte Degenfeld (chiamato in seguito Forte Piovezzano)
- Forte Benedek (chiamato in seguito Forte Monte Folaga)
- Forte Nugent (chiamato in seguito Forte Poggio Pol)
- Forte Leopold (chiamato in seguito Forte Poggio Croce)

Tutti i forti erano collegati da una strada militare. Era prevista la possibilità di attraversare l'Adige, in caso fosse stato necessario ripiegare a nord, grazie ad un ponte che poteva essere costruito all'occorrenza. Considerato strategico, spesso i pontieri si esercitavano nella sua immediata e temporanea costruzione.
Nei pressi del forte era presente anche un telegrafo ottico Chappe, che permetteva di comunicare con la città di Verona(stazione ottica sul mastio di Castelvecchio), con Punta Telegrafo (a sua volta comunicante con Malcesine e Borghetto sull'Adige e di conseguenza con Trento) e altre postazioni austriache (i dispacci potevano essere trasmessi fino a Rivoli, Peschiera e anche Mantova).

### Il gruppo di Pastrengo oggi
I forti del gruppo di Pastrengo godono tuttora di un buono stato di conservazione. Tutti di proprietà privata, mantengono ancora l'aspetto originario e hanno subito non troppe modifiche. Nei forti di Poggio Pol e Poggio Croce ora sono presenti delle strutture di ristorazione e quindi sono accessibili. Il forte di Piovezzano è stato adibito a deposito di marmi, mentre il forte di Monte Folaga è recintato in una proprietà privata. La facilità di accesso a queste fortificazioni e la vicinanza all'abitato di Pastrengo hanno certamente contribuito al loro buon mantenimento e al loro riutilizzo.